# عبد الله باكدادة
عبد الله باكدادة (11 مارس 1957 - 14 أغسطس 2022)، هو شاعر وأديب يمني. وُيعد واحداً من أبرز رجالات الأدب والثقافة في اليمن، وشاعر غنائي تغنت بكلماته العديد الاصوات الوطنية. وشغل باكدادة منصب مدير مكتب الثقافة في محافظة عدن لسنوات طويلة، وكان آخر منصب له نائب وزير الثقافة في الحكومة اليمنية المعترف بها دولياً. وله الكثير من البرامج الثقافية في إذاعة وتلفزيون عدن والعديد من السهرات الفنية التلفزيونية.
وُلد في منطقة القوران بتاريخ 11 مارس/آذار 1957 م، وفيها تلقى تعليمه الأولي والجامعي، وفيها أيضًا تفتقت موهيته الشعرية كاحد أهم الشعراء الغنائيين في المدينة واليمن برمته.

## وفاته
وفاته المنية عصر يوم الأحد 14 أغسطس 2022 في العاصمة المصرية القاهرة، إثر مرض عضال ألم به.